# Peter Götz
Peter Götz é um político alemão da União Democrata-Cristã (CDU) e ex-membro do Bundestag alemão.
Götz ingressou na CDU e na Junge Union em 1974 e foi membro do conselho executivo da CDU Rastatt de 1974 a 1982. De 1990 a 2013 Götz foi membro do Bundestag alemão. Lá ele foi presidente do grupo de trabalho sobre política local e porta-voz da política local do grupo parlamentar CDU/CSU a partir de 1998.